# Evan Ferguson
Evan Joe Ferguson (* 19. října 2004 Bettystown) je irský profesionální fotbalista, který hraje na pozici útočníka za anglický klub Brighton & Hove Albion FC a za irský národní tým.

## Klubová kariéra
Ferguson je odchovancem irského klubu Bohemian FC. Ferguson debutoval v klubu 11. července 2019: v přátelském utkání s Chelsea (remíza 1:1), a to ve věku pouhých 14 let, což z něj udělalo nejmladšího hráče klubu v historii. V soutěžním utkání debutoval 20. září 2019, v ligovém zápase proti Derry City. Během dvou sezón v klubu nastoupil celkem do čtyř utkání.
V lednu 2021 se přesunul do akademie Brightonu & Hove Albion. 24. srpna 2021 debutoval v A-týmu, když v 81. minutě zápasu proti Cardiffu City (výhra 2:0) ve druhém kole EFL Cupu nahradil Enocka Mwepua. 19. února 2022 Ferguson debutoval v Premier League, když nastoupil jako náhradník při domácí prohře 3:0 s Burnley.
Dne 24. srpna 2022 vstřelil Ferguson svůj první gól v dresu Albionu, v 90+4. minutě zápasu proti Forest Green Rovers ve druhém kole EFL Cupu (výhra 3:0). 19. října 2022, v den svých 18. narozenin, podepsal Ferguson v Brightonu svou první dlouhodobou profesionální smlouvu do roku 2026. 31. prosince při domácí prohře 4:2 s Arsenalem vstřelil svůj první ligový gól v kariéře. Ve svých 18 letech se stal nejmladším střelcem Premier League v historii Irska i Brightonu. O tři dny později, 3. ledna 2023, nastoupil Ferguson ke svému prvnímu zápasu v Premier League v základní sestavě a opět skóroval při venkovním vítězství 4:1 nad Evertonem. 25. dubna Ferguson podepsal novou smlouvu do roku 2028.

## Reprezentační kariéra
Ferguson byl poprvé povolán do irské reprezentace v listopadu 2022 na přátelské zápasy proti Norsku a Maltě. V reprezentačním dresu debutoval 17. listopadu proti Norsku, při domácí porážce 2:1. Ferguson se poprvé objevil v základní sestavě národního týmu 22. března 2023 v přátelském utkání proti Lotyšsku a v 17. minutě vstřelil druhou branku Irska při výhře 3:2.